# Albert Zürner
Albert Zürner (ur. 30 stycznia 1890 w Hamburgu, zm. 13 lipca 1920 tamże) – niemiecki skoczek do wody, mistrz olimpijski.
Uczestnik olimpiady letniej w 1906. W konkurencji skoków z wieży zajął czwarte miejsce. W 1908 podczas Igrzysk Olimpijskich w Londynie wygrał i zdobył złoty medal w konkurencji skoków z trampoliny. W swoich trzecich igrzyskach (Sztokholm 1912) zdobył swój drugi medal, tym razem srebrny w skokach z wieży. Wystartował również w skokach z trampoliny, gdzie zajął czwartą lokatę.
Zmarł tragicznie po wypadku podczas treningu skoków.
W 1988 został przyjęty w poczet członków International Swimming Hall of Fame.